# Ludwik Maceczek
Ludwik Maceczek (ur. 13 sierpnia 1920 w Grodziszczu, zm. 6 lutego 1999) – polski historyk, poseł na Sejm PRL V kadencji.

## Życiorys
Uzyskał wykształcenie wyższe, z zawodu historyk. Był kierownikiem Wydziału Organizacyjnego Naczelnego Komitetu Zjednoczonego Stronnictwa Ludowego oraz członkiem NK ZSL. W 1969 uzyskał mandat posła na Sejm PRL w okręgu Gdynia. Zasiadał w Komisji Oświaty i Nauki oraz w Komisji Spraw Wewnętrznych.
Pochowany wraz z Janiną Maceczek (1924–2001) na Cmentarzu Komunalnym Północnym w Warszawie.

## Odznaczenia
- Krzyż Kawalerski Orderu Odrodzenia Polski
- Złoty Krzyż Zasługi (1955)[2]
- Medal 10-lecia Polski Ludowej (1955)[3]
- Medal „Za zasługi dla ruchu ludowego” (1984)[4]